# Batracobdelloides conchophylus
Batracobdelloides conchophylus (лат.) — вид плоских пиявок (Glossiphoniidae).

## Название
Родовое название Batracobdelloides происходит от наименования близкого рода пиявок Batracobdella (латинский суффикс -oides имеет значение «близкий, похожий»), в свою очередь, происходящего от греческого βάτραχος «лягушка» и βδέλλα «пиявка» — Batracobdella является эктопаразитом лягушек.
Видовой эпитет conchophylus происходит от греческого κόγχη «раковина» и φιλία «любовь», отсылая к предпочтению этим видом двустворчатых моллюсков в качестве потенциальных хозяев.

## Описание
Общая длина Batracobdelloides conchophylus составляет 5—10 мм, ширина 1—3 мм. Тело листообразное, уплощённое в спинно-брюшном направлении, с тремя продольными рядами сосочков. Края тела с мелкими зазубринами.
Окраска тела светлая, беловатая, с семью рядами малозаметных светло-коричневых пятен, проходящих по передней трети тела. Брюшная сторона тела светлая, однотонная. Отдельные коричневые пятна могут присутствовать на передней присоске.
Тело сегментированное, сегменты I—II слиты, сегменты III—IV состоят из двух колец, сегменты V—XXIV — из трёх колец, сегменты XXV—XXVII — из 1 кольца. Суммарно количество колец равно 68.
На переднем конце тела имеется две пары глаз, глаза передней пары существенно редуцированы, почти не заметны, сливаются с глазами задней пары. Находятся на III сегменте.
Имеется мускулистый хобот. Желудок с 7 парами слабоветвистых карманов (отростков), задние карманы ветвятся, образуя по 4 отростка. Кишечник с 4 парами коротких карманов.
Гермафродиты. Имеются семенной и яйцевой мешки. Мужское и женское половые отверстия (гонопоры) разделены 1 кольцом (мужская гонопора расположена между XI и XII сегментами, женская — на XII сегменте). Семенных мешков 6 пар. Размножение ни разу не наблюдалось.

## Образ жизни
Batracobdelloides conchophylus обнаружена внутри мантийных полостей двустворчатых моллюсков Radiatula mouhoti и Lamellidens generosus (семейство перловицы). Такого рода ассоциации не уникальны для этого вида — они показаны для нескольких других видов рода Batracobdelloides, а также родов Hemiclepsis и Placobdella.
Эктопаразит. Питается кровью рыб (показано питание на пресноводных сомах-валлаго, Wallago attu).
Доподлинно неизвестно, в каких взаимоотношениях Batracobdelloides conchophylus находится с двустворчатым моллюском-хозяином. Авторы описания вида предполагают, что молодые особи могут питаться слизью и соками моллюска, однако процесс питания пока никто не наблюдал.

## Распространение
Обнаружена на территории Мьянмы в бассейнах рек Ситаун и Хаунгтароу.

## Таксономия
Согласно молекулярным данным, наиболее близкий вид — Batracobdelloides indochinensis, также обладающий жизненным циклом, ассоциированным с обитанием в перловицах.